# 柏德烈·穆亞亞·卡滕布

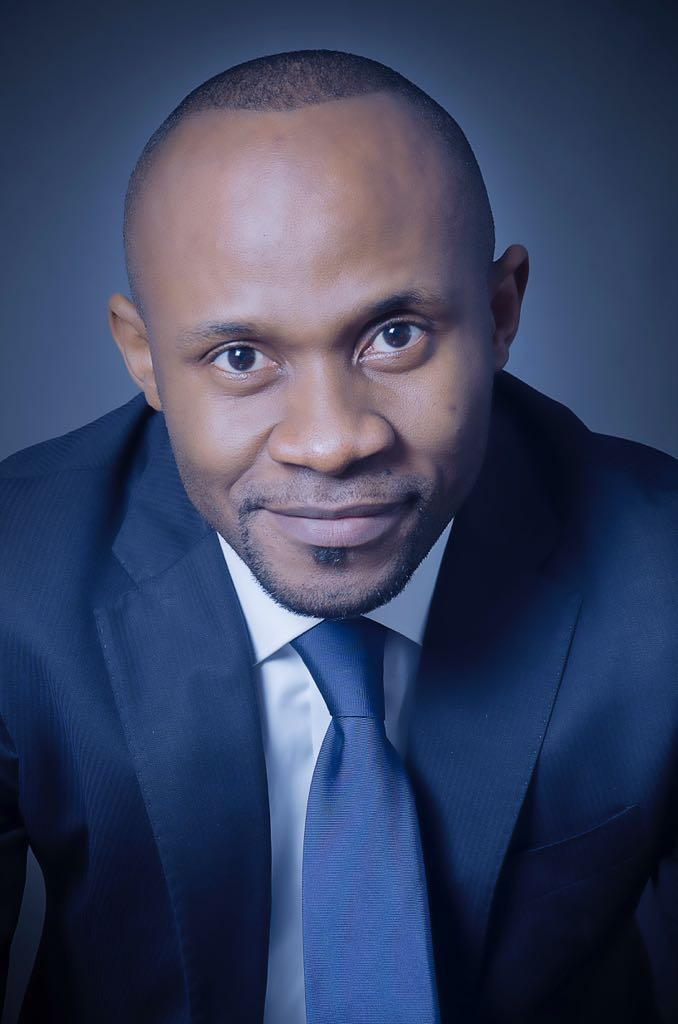

（1982年7月10日—）是一名剛果政治家。他自2011年起擔任剛果民主共和國國民議會議員。自2021年起，他擔任政府發言人。

## 早年生活
帕特里克·穆亞亞1982年7月10日出生於金沙薩。他在富纳区班達隆瓦區長大。
穆亞亞在金沙薩大學學習傳播學。他於2009年獲得新聞學學位。2014年，他透過國際共和學會的「新星」計畫獲得了脆弱國家民主管理證書。
穆亞亞的職業生涯始於CEBS TV（一家在金沙薩運營的當地電視頻道）的記者，最終擔任該電視台的董事會主席。

## 個人生活
穆亞亞與貝諾伊特·穆亞亞結婚並育有三個孩子。

## 政治生涯
穆亞亞於2005年開始了他的政治生涯，當時他加入了過渡國民議會第二報告員皮烏斯·伊索永戈·洛菲特的團隊。後來，他成為洛菲特的政治顧問，一直任職到2006年。2007年，他成為安托萬·基贊加總理內閣的通訊顧問。
一年後，他成為阿道爾夫·穆基杜領導下的總理辦公室負責通訊和新聞事務的首席顧問，擔任該職位直至2011年。

### 國會議員
2011年剛果民主共和國大選中，穆亞亞當選為金沙薩富納2區議員。他被選入卢蒙巴主义统一党的政黨名單。
穆亞亞在2018年剛果民主共和國大選中再次當選。

### 政府發言人
2021年4月，他被任命為剛果民主共和國新政府的政府發言人。

### 其他政治活動
2012年2月至2012年4月，擔任國會臨時局報告員辦公室第一秘書，後來擔任國民議會外交委員會助理報告員。
自2016年7月起，他也是剛果民主共和國青年議員網絡的領導人。
2016年7月，穆亞亞擔任美國國際民主協會嘉賓受邀出席在費城舉行的2016年民主黨全國代表大會。
2015年1月，穆亞亞與美國國務院一起執行選舉前的調解任務。
穆亞亞在國際共和學會的支持下擔任馬利2013年總統選舉的選舉觀察員。